# Frances Abington
Frances "Fanny" Abington (1737 - 4 de marzo de 1815), nacida Frances Barton, fue una actriz de teatro británica.

## Biografía
Hija de un soldado, nació en 1737 en la ciudad inglesa de Londres, con el nombre de Frances Barton. En un principio fue florista y cantante callejera, y tiempo después trabajó como criada de una modista francesa, lo que le llevó a aprender sobre costura y el idioma francés. Su primera aparición en teatro fue en el Haymarket de Londres, en 1755, donde interpretó a Miranda en la obra Busybody, de Susanna Centlivre. 
En 1756 y por recomendación de Samuel Foote, se convirtió en miembro de la compañía del Teatro Drury Lane, donde se vio ensombrecida por Hannah Pritchard y Kitty Clive. En 1759, tras un matrimonio infeliz con su maestro de música y trompetero real, pasó a ser mencionado como la señora Abington. Su primer éxito le llegó por su interpretación de Lady Townley en Irlanda y cinco años después, debido a la apremiante invitación de David Garrick, volvió al Drury Lane. Allí permaneció durante dieciocho años, interpretando más de treinta personajes importantes como Lady Teazle, Beatrice, Portia, Desdémona, Ofelia, la señorita Hoyden, Biddy Tipkin, Lucy Lockit y la señorita Prue. Joshua Reynolds pintó el mejor retrato de la actriz bajo la disfraz de su último personaje en Love for Love. En 1782 dejó el Drury Lane por el Covent Garden. Reapareció tras ausentarse de los escenarios entre 1790 y 1797, y finalmente se retiró en 1799. Murió el 4 de marzo de 1815.
Su ambición, ingenio personal e inteligencia le hicieron ganarse un lugar destacado en la sociedad, a pesar de su origen humilde. Mujeres del mundo de la moda copiaron sus vestidos y los tocados que llevaba fueron adoptados por muchas y conocidos como el «Abington cap». 